# Doug Rogers
Alfred Harold Douglas Rogers (Truro, 26 gennaio 1941 – Vancouver, 20 luglio 2020) è stato un judoka canadese. Vinse una medaglia d'argento ai Giochi olimpici di Tokyo 1964.

## Biografia
Da giovane, Doug Rogers fu miglior difensore del campionato minore di hockey dell'Ontario. A 15 anni, si unì al club di judo della YMCA di Montreal. Non molto tempo dopo, il suo sensei lo spedì al dojo Seidokan di Fred Okimura di Montreal. Continuò a pratica judo anche al liceo e, nel 1958, vinse la cintura marrone (ikkyu) del Canada orientale. Nonostante fosse stato accettato dall'Università McGill, scelse di volare in Giappone per studiare alla Kōdōkan.
All'epoca, i migliori judoka giapponesi erano poliziotti o universitari. Molti di essi frequentavano settimanalmente la Kodokan per meglio praticare l'arte marziale. Fu in questo periodo che Rogers entrò incontrò Masahiko Kimura e ne divenne discepolo.
Quando il judo entrò nel programma olimpico, il Comitato Olimpico Canadese richiamò in patria Rogers pagandogli il viaggio di ritorno. Rogers decise così di tornare in Canada e competere nelle gare nazionali. Rappresentò il Canada alle Olimpiadi di Tokyo 1964 nella categoria pesi massimi dove perse in finale contro il giapponese Isao Inokuma. Questa finale è presente nel docu-film Le olimpiadi di Tokyo di Kon Ichikawa.
Dopo l'argento olimpico, Rogers continuò ad allenarsi con Kimura e il team Takudai. Nell'estate 1965, partecipò ai campionati universitari giapponesi come membro dell'Università Takushoku. Non solo Doug fu il primo non asiatico a prendere parte a questo torneo, ma fu dichiarato il miglior lottatore del campionato.
Nel 1965, Rogers lasciò il Giappone. Nell'ottobre dello stesso anno vinse la medaglia di bronzo ai campionati mondiali di judo tra i pesi massimi. Nel 1967, vinse una medaglia d'oro e una d'argento ai Giochi panamericani del 1967 di Winnipeg. Tornò a disputare un torneo olimpico nel 1972 a Monaco 1972 arrivando solo quinto.
Morì nel 2020. Era sposato e aveva quattro figli.

## Palmarès
Olimpiadi
- 1 medaglia:
  - 1 argento (oltre 80 kg a Tokyo 1964)

Mondiali
- 1 medaglia:
  - 1 bronzo (+80 kg a Rio de Janeiro 1965)

Giochi panamericani
- 2 medaglie:
  - 1 oro (open a Winnipeg 1967) e 1 argento (pesi massimi a Winnipeg 1967)